# Square Édouard-VII
Le square Édouard-VII est une voie du 9e arrondissement de Paris, en France.

## Situation et accès
Le square Édouard-VII est situé dans le 9e arrondissement de Paris. Il débute au 24, boulevard des Capucines et se termine place Édouard-VII.

## Origine du nom
Il porte le nom d'Édouard VII (1841-1910), souverain du Royaume-Uni et des dominions.

## Historique
Cette voie prend sa dénomination par décret municipal en date du 4 août 1997.